# Герцог Эдинбургский (крейсер)
«Герцог Эдинбургский» — полуброненосный рангоутный фрегат российского императорского флота, второй в серии из двух кораблей типа «Генерал-Адмирал».
Корабль назван в честь герцога Эдинбургского Альфреда, второго сына королевы Виктории и зятя Александра II.

## Проектирование
Идею создания океанского броненосного крейсера вице-адмирал А. А. Попов выдвинул в конце 1860-х годов. В 1869 году Попов, совместно с корабельными инженерами И. Дмитриевым и Н. Кутейниковым, разработал проект. В 1870 году в Санкт-Петербурге были заложены два однотипных корабля: «Генерал-адмирал» и «Александр Невский».

## Конструкция
Корабли серии были однотипны во всем, не считая артиллерии и машины. «Герцог Эдинбургский» был вооружен четырьмя 203-мм орудиями, расположенными в бронированном каземате в средней части судна, и двумя 152-мм орудиями, расположенными в носу и в корме на поворотных платформах. Паровая машина для «Герцога Эдинбургского» мощностью в 5223 индикаторные силы была построена на Балтийском заводе.

## Строительство
Заложен 15 сентября 1870 года с наименованием «Александр Невский». 26 января 1872 года переименован в «Герцог Эдинбургский». Спущен на воду 29 августа 1875 года. Вступил в строй в 1877 году. Строился на Балтийском заводе под наблюдением Николая Евлампиевича Кутейникова.

## Служба
- 1892 — Переклассифицирован в крейсер 1-го ранга.
- 1897 — Капитальный ремонт.
- 1897—1898 — Участие в составе эскадры контр-адмирала П. П. Андреева в международной миротворческой операции на Крите и в эвакуации с Крита турецких войск[1]
- 1898 — Переведен в состав Учебно-артиллерийского отряда Балтийского флота.
- 1909 — Переоборудован в минный транспорт.
- 25 октября 1909 — Присвоено название «Онега».
- 1914 — Обеспечивал минно-заградительные операции в Балтийском море.
- Сентябрь 1914 — Выведен из активной службы вследствие износа котлов.
- 1 октября 1914 — Переформирован в блокшив № 9.
- 12 апреля 1918 — Интернирован в Гельсингфорсе.
- 12-18 мая 1918 — Отведен на буксире в Кронштадт.
- 28 ноября 1918 — Присвоено название «Баррикада».
- 1 января 1932 — Переформирован в блокшив № 5.
- Июль 1939 — В распоряжении минно-торпедного управления КБФ.
- 1945 — разобран на металлолом.